# ليه بارات
ليه بارات (بالإنجليزية: Les Barratt)‏ هو لاعب كرة قدم بريطاني في مركز مهاجم داخلي، ولد في 13 أغسطس 1945 في نانيتون ‏ في المملكة المتحدة. لعب مع غريمسبي تاون ونادي بارو.